# Ломиковские
Ломиковские (пол. Łomikowski) — дворянский род.

## Описание герба
В поле червлёном два якоря, связанные кольцами в столб.
Щит увенчан дворянскими шлемом и короной. Нашлемник: три страусовые пера. Намёт на щите червлёный подбитый серебром.

## Известные представители рода
- Ломиковский, Иван Васильевич (1654—1714) — генеральный обозный, один из главных сторонников Мазепы.
- Ломиковский, Василий Яковлевич (1778 — ок. 1848) — исследователь малороссийской старины. Первым его трудом была «Запись в 1803—1805 годах малорусских дум». В 1808 г. составил небольшой словарь малорусской старины, напечатанный в «Киевской Старине» 1894 г.; затем стал собирать «Запасы для малороссийской истории» — обширные выписки из книг и рукописей. По-видимому, Ломиковский собирался писать историю Малороссии, но помехой в этом стало знакомство с И. Р. Мартосом, который увлек его в мистику. Дневник Ломиковского напечатан в «Киевской Старине» 1895 г. Рукописи Ломиковского сохранены А. М. Лазаревским и переданы им в библиотеку Киевского университета.